# 足高慶宣
足高 慶宣（あしたか よしのぶ、1954年5月4日 - ）は、日本置き薬協会事務局長。日本医薬品登録販売者協会副会長、日本薬業研修センター理事である。

## 人物
- 奈良県の出身。慶應義塾大学経済学部卒業後、東京足高薬品を創設。
- 2005年、配置薬業界存続のため、独自の組織である日本置き薬協会を設立。
- 同協会前常任理事長。
- 1999年、社会福祉法人「柊の郷」理事長兼施設長
- 日本エジプト協会理事長。
- 2010年7月の第22回参議院議員通常選挙に、たちあがれ日本公認候補として比例代表区から立候補するが、尖閣諸島上陸を試みようとして、同党から「党の方針に反する」という理由で除名され、比例代表の候補名簿からも削除された[1]。